# Great Barford (borg)
Great Barford var en motteborg i Storbritannien.   Den ligger i kommunen Borough of Bedford i  riksdelen England, i den sydöstra delen av landet, 70 km norr om huvudstaden London. Great Barford ligger 52 meter över havet.
Terrängen runt Great Barford är platt. Runt Great Barford är det tätbefolkat, med 297 invånare per kvadratkilometer. Närmaste större samhälle är Bedford, 6,5 km sydväst om Great Barford. Trakten runt Great Barford består till största delen av jordbruksmark.